# Скуратовский, Владимир Ильич
Влади́мир Ильи́ч Скурато́вский (28 апреля 1963 года, Днепропетровск, УССР — 2 июня 2016 года, Днепр, Украина) — украинский композитор, поэт, музыковед, пианист, педагог. Заслуженный деятель искусств Украины (2016), член Национального Союза композиторов Украины (2001), член Конгресса литераторов Украины (2006).

## Биография
Родился 28 апреля 1963 года в Днепропетровске в семье педагога и врача. Обучаться игре на фортепиано начал в возрасте 7 лет, в то же время стали появляться и первые юношеские произведения.
В 1978 году заканчивает среднюю школу и поступает в Академическое музыкальное училище при Московской государственной консерватории имени П. И. Чайковского. Там обучается одновременно на двух факультетах — фортепианном и истории и теории музыки.
В 1982 году с отличием заканчивает училище и поступает в Московскую государственную консерваторию им. П. И. Чайковского на теоретико-композиторский факультет. Дипломную работу на тему редакторской деятельности Н. А. Римского-Корсакова пишет под руководством профессора, академика Международной Академии искусств Е. М. Левашева. Среди преподавателей, у которых В. И. Скуратовский учился, были Ю. А. Фортунатов, И. А. Барсова, А. С. Леман, Ю. Н. Холопов, Е. В. Назайкинский, А. И. Кандинский, Е. М. Царёва, Б. К. Алексеев, А. П. Агажанов, В. Н. Холопова, А. Н. Мясоедов и другие.
В 1988 году заканчивает консерваторию и по распределению уезжает работать преподавателем музыкально-теоретических дисциплин в Красноярской государственной Академии музыки и театра. Спустя два года возвращается в Днепропетровск, где с 1991 года преподает в Днепропетровском музыкальном училище имени М. И. Глинки, а с 2005 года также становится старшим преподавателем Днепропетровской консерватории (академии музыки) им. Глинки. В 1995 при его участии в Днепропетровске создается молодёжный ансамбль скрипачей «Violino», в котором В. И. Скуратовский был одним из руководителей, концертмейстером и аранжировщиком. С 1999 года был одним из участников фортепианного квартета «Консонанс», для которого также создал множество переложений.
Одновременно с этим активно занимается научно-музыковедческой деятельностью и принимает постоянное участие в международных научно-практических конференциях и форумах музыковедов, таких как: Международная научно-практическая конференция к 100-летию со дня рождения Ю. Келдыша (Москва, 2007); Международная конференция «Опера в современном музыкальном театре» (Москва, 2013); Международный Форум музыковедов (Москва, 2014); Международная конференция к 100-летию со дня рождения Г. Свиридова (Москва, 2015) и другие. Становится одним из инициаторов организации и проведения в г. Днепропетровск Международной научно-практической конференции «Актуальные проблемы музыкознания», в которой также принимал участие с 2010 по 2015 год. Статьи В. И. Скуратовского напечатаны в крупных научных сборниках Украины (Киев, Днепропетровск) и России (Москва), а главным вектором его научно-исследовательской работы являются оперное, симфоническое и хоровое творчество русских композиторов ХІХ — ХХ столетий. Помимо собственных исследований осуществляет научное руководство над работами студентов, которые участвуют в межвузовских студенческих конференциях.
В 2007 году становится соискателем научной степени кандидата искусствоведения кафедры теории и истории культуры Национальной музыкальной академии Украины (г. Киев). С 2009 по 2016 гг. — постоянный ведущий творческих проектов Днепропетровской консерватории им. Глинки, в частности, Международных музыкальных фестивалей «Музыка без границ».
Скончался 2 июня 2016 года во время концерта в ДМШ № 6 г. Днепропетровска, в котором участвовал в качестве ведущего и пианиста. ДМШ № 6 присвоено имя Владимира Скуратовского.

### Семья
Первая жена — Екатерина Константиновна Карелина (род. 1964), музыковед. Дочь — Любомира Владимировна Скуратовская (род. 1986), химик.
Вторая жена — Ольга Владимировна Скуратовская (род. 1972), музыковед, педагог, соавтор проектов «Юная Опера», «Детская Филармония». Дочь — Мария Владимировна Скуратовская (род. 1995), музыковед, пианистка.

## Творчество

### Музыка
Перу Владимира Скуратовского принадлежат произведения для симфонического оркестра, хоровые и камерно-инструментальные сочинения, музыка к драматическим спектаклям, фортепианные и вокальные произведения. В стилистике его сочинений ощущается влияние традиций позднего романтизма, яркая театральность, а также некоторые тенденции неоклассицизма, связанные с возрождением и переосмыслением жанра старинной сюиты. В некоторых из его произведений заметны поиски в области украинских национальных элементов музыкального языка, но основные идеи все же связаны с продолжением традиций русской музыкальной культуры, в частности, композиторов «Могучей кучки», эпохи серебряного века, а также некоторое влияние французских импрессионистов.
Произведения Владимира Скуратовского активно исполняются на международных фестивалях Украины, России, Италии и США, а также звучали на восьми его авторских концертах и концертах его памяти. Исследованию творчества был посвящен круглый стол на тему «Незавершенный диалог: Слово и Музыка в творчестве Владимира Скуратовского» сектора истории музыки Государственного института искусствознания.

## Список сочинений

### Для симфонического оркестра
- Два хореографических рисунка к сказке В. Шевчука «Госпожа цветов»: «Танец-скерцо» и «Причудливый вальс» (2000—2001)
- Сюита «Взгляд в прошлое» (2002)
- «Ностальгический диптих» (2007)

### Концерты
- «Маленький концерт» для скрипки с оркестром (2003)
- Концертино для тромбона с оркестром (2006)

### Хоровые сочинения
- Пять поэм для хора a capella на стихи Леси Украинки (2004—2005)

### Камерно-инструментальные сочинения
- «Романтическая соната» для альта и фортепиано (1988, вторая редакция — 2005)
- Соната для тубы и фортепиано (1988), редакция для тромбона и фортепиано (1997)
- Сюита «Violino» для ансамбля скрипачей (1997)
- Соната для домры и фортепиано (1998)
- Вальс-скерцо для фортепианного квартета (1999)
- «Маленький регтайм» для ансамбля скрипачей (2000)
- Старинная сюита для домры (скрипки) и фортепиано (2000)
- «Народный танец» для скрипки и фортепиано (2005)

### Музыка к драматическим спектаклям
- Музыка к комедии Лопе де Вега «Валенсианская вдова» (1992)
- Музыка к детскому спектакля В. Орлова «Шуршик» (1993)

### Для фортепиано
- Четыре прелюдии (1982)
- Альбом для детей (1986—1988)
- Сюита «Памяти Равеля» (1992—2005)

### Вокальные произведения
- Вокальный цикл «Я вернулся домой» на стихи Л. Филатова (2000—2001)
- Вокальный цикл «Четыре фантазии для голоса и фортепиано» на стихи М. Лермонтова, М. Цветаевой и А. Ахматовой (2002—2003)
- Вокальный цикл «Память о солнце» на стихи А. Ахматовой (2009-2011)
- Романсы и песни

### Учебники
- 200 диктантов по сольфеджио (2005)
- Курс гармонии в задачах и упражнениях (2005)

### Литературные сборники
- «Где ночуют облака» (2005)
- «Распахнутое небо над собой» (2010)
- «Между междометьями» (2016)

## Проекты
Совместно с супругой Ольгой Скуратовской стал создателем музыкально-педагогического проекта «Юная Опера», в котором силами студентов Днепропетровского училища и консерватории им. Глинки и учеников музыкальных школ города были поставлены спектакли «Князь Игорь» А. П. Бородина, «Снегурочка», «Ночь перед Рождеством», «Садко», «Сказание о невидимом граде Китеже и деве Февронии» Н. А. Римского-Корсакова и «Пиковая дама» П. И. Чайковского (2007—2014). В рамках проекта были осуществлены гастроли коллектива по городам Украины, России и Литвы. Инновационная деятельность коллектива освещена в публикациях научно-методического журнала «Искусство в школе» (Москва).
Также супруги Скуратовские основали в Днепропетровском арт-центре «Квартира» программу «Детская филармония», в рамках которой дети возрастом от 2 до 10 лет обучаются слушать классическую музыку. Здесь же проводились программы Владимира Скуратовского «Дискуссионный клуб» и «Музыкальная гостиная», где он выступал в качестве ведущего, солиста и концертмейстера.
В 2003 году Владимир Скуратовский стал руководителем литературного проекта «Мастерская слова», в котором объединились люди различных профессий и возрастов, желающие создавать литературные сочинения самых разных жанров. В 2005 году был издан совместный сборник «Мастерской слова» под названием «Где ночуют облака».
Активно участвовал в просветительско-волонтерских проектах в Днепропетровске: организовывал концерты в Городской и Областной библиотеках, Горной академии, Еврейском Общинном центре, домах престарелых и т. д.

## Звания
- Член Союза композиторов Украины (2001)
- Заслуженный деятель искусств Украины (2016)

## Память
В честь Владимира Скуратовского названа ДМШ № 6 г. Днепра. 30 января 2018 г. в ДМШ им. В. Скуратовского открылся Интерактивный музей Владимира Скуратовского.